# Josif Marinković
Josif Marinković, srbski dirigent in skladatelj, * 1851, † 1931.